# Хмільницька Дача
Хмі́льницька Да́ча — ботанічний заказник загальнодержавного значення в Україні. Розташований у межах Хмільницького району Вінницької області, неподалік від села Широка Гребля. 
Площа 50 га. Створений у 1978 р. Перебуває у віданні Хмільницького держлісгоспу. 
Охороняються ділянка лісового масиву на правому березі Південного Бугу. Основною лісотвірною породою є дуб звичайний. На заболоченому днищі балки зростає чорновільховий ліс. У трав'яному покриві серед типової неморальної рослинності трапляються любка дволиста і підсніжник звичайний, занесені до Червоної книги України.

## Детальний опис

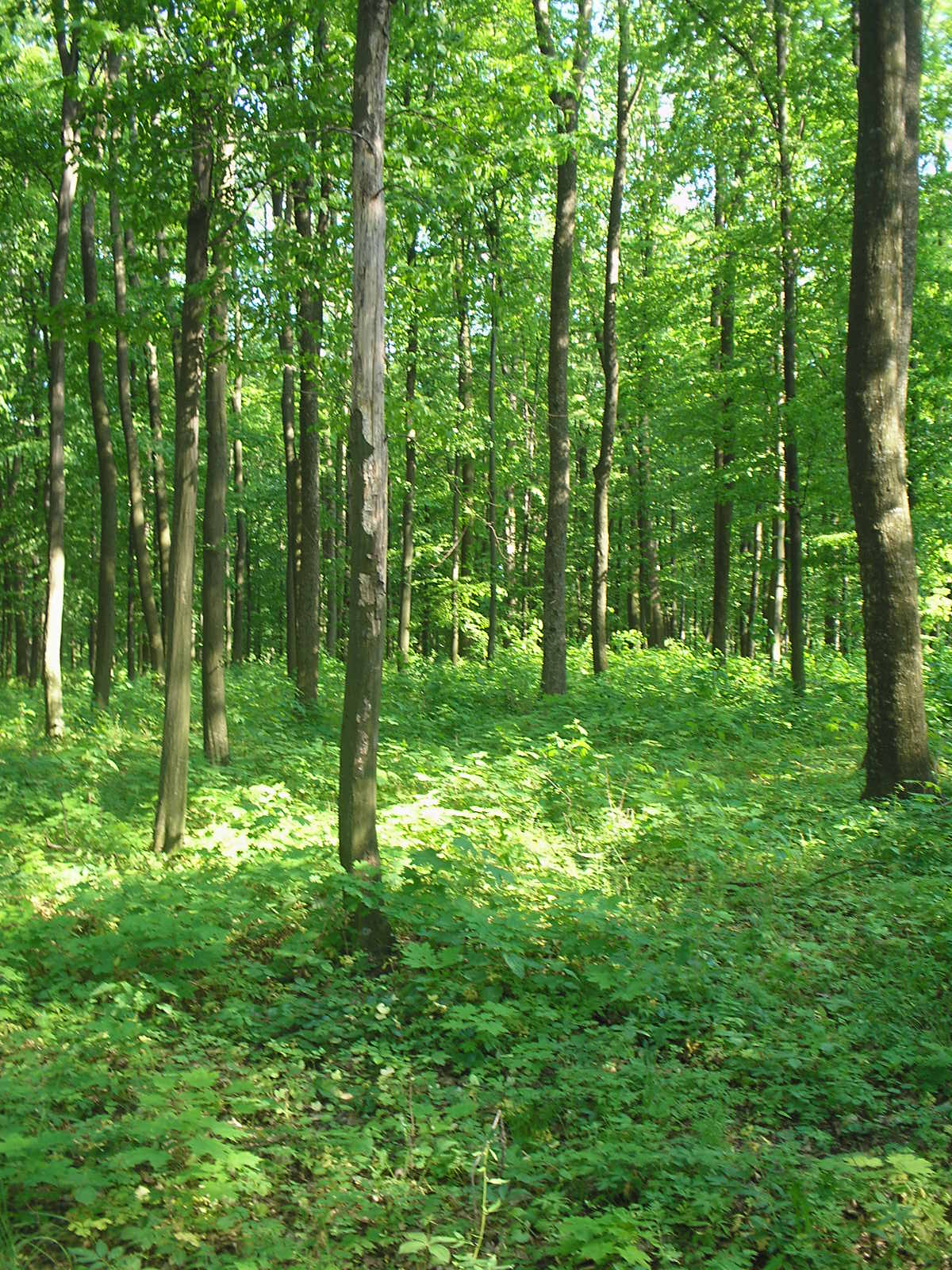

Територія заказника розташована на широкому прибузькому плакорі, слаборозчленованому балками. На даному слабодренованому плакорі штучно створені лубові культури з дуба черещатого. Їхній вік 50-60 років, дуб характеризується Iа бонітетом. Як в дубових, так і в грабово-дубових лісах переважають угруповання з домінуванням звичайних на Поділлі неморальних видів: яглиці звичайної, копитняку європейського, осоки волосистої, зеленчука жовтого, маренки пахучої, зірочника лісового. Часто в даних угрупованнях трапляються такі види: дзвоники кропиволисті, перелісник багаторічний, глуха кропива плямиста, розхідник звичайний, мерингія трижилкова, кюв'єра європейська, фіалка собача і фіалка Рейхенбаха тощо. 

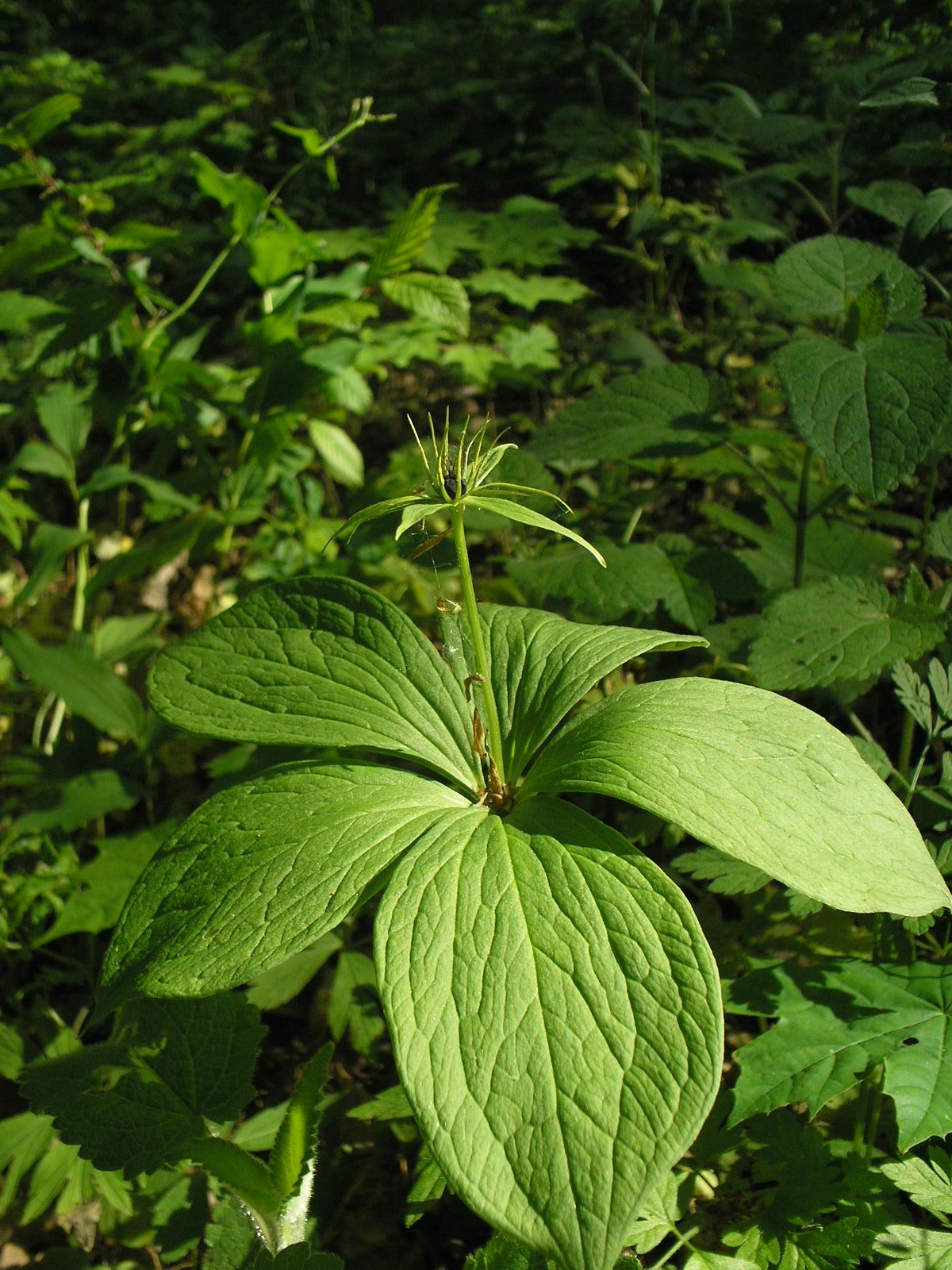
Вороняче око

Саме в даних лісах помітно виражена синузія ранньовесняних ефемероїдів, на охорону яких, переважно, і було націлене створення даного заказника. Особлило чисельною є тут популяція підсніжника білосніжного. На 1 м² тут нараховується пересічно 25-30 шт. Дещо пізніше зацвітає проліска дволиста, зірочки жовті, ряст Галлера та ряст порожнистий. На вологіших місцях, в тальвегах понижень, формується синузія зуб'янки залозистої, а на широкому слаборозчленованому плакорі — рівноплідника рутвицелистого (середньоєвропейського гірського виду на межі ареалу). 
У склад флори заказника входить ряд видів, занесених до «Червоної  книги  України»: скополія  карніолійська, любка зеленоквіткова, гніздівка справжня і коручка чемерникоподібна. Є також популяція рідкісного в регіоні виду — вовчих ягід звичайних.

## Характеристика території
За фізико-географічним районуванням України ця територія належить до Хмільницького району області Подільського Побужжя Дністоровсько-Дніпровської лісостепової провінції Лісостепової зони. Для території, на якій розташовані заказник, характерними є хвилясті, з яругами й балками, лесові височини з сірими і темно-сірими опідзоленими ґрунтами. З геоморфологічного погляду ця територія являє собою спльнорозчленовані височини позальодовикових областей лесової акумулятивної рівнини. Клімат території є помірно континентальним. Для нього характерне тривале, нежарке літо, і пор звіяно недовга, м'яка зима. Середня температура січня становить -5,5°...-6°С, липня +18,5°... і 19°С. Річна кількість опадів складає 525-550 мм. За геоботанічним районуваням України ця територія належить до Європейської широколистяної області, Подільсько-Бесарабської провінції, Вінницького (Центральноподільського) округу.